# A. J. Mogis

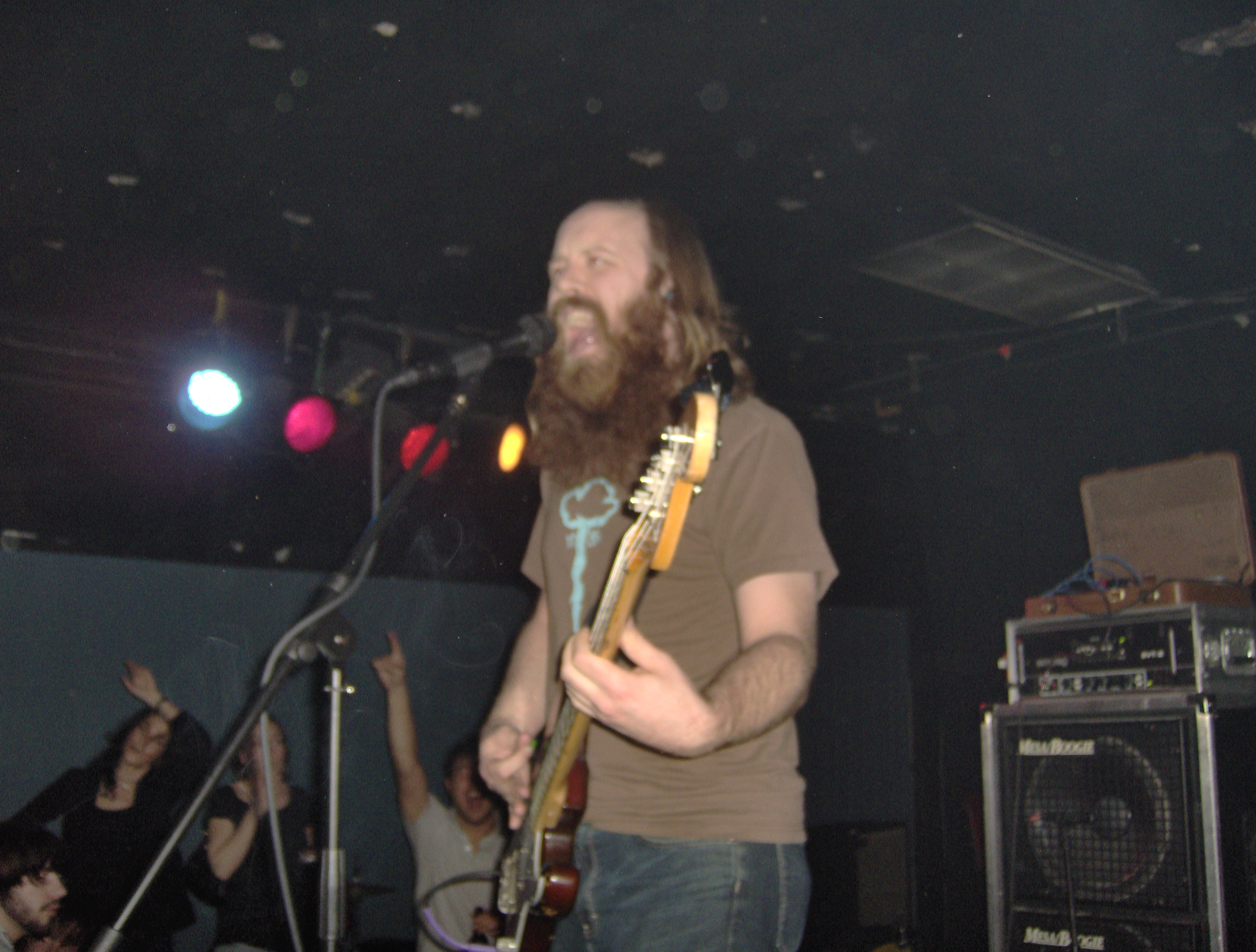
A.J. Mogis bei einem Auftritt der Criteria in Omaha's Sokol Underground 2006.

A. J. Mogis ist ein Musiker aus Nebraska. Derzeit spielt er in der Indie-Rock-Band Criteria die Bass-Gitarre.
Zusammen mit seinem Bruder Mike Mogis gründete er die Presto! Recording Studios. Sie haben fast alle Alben aufgenommen, die von Saddle Creek Records oder Freunden veröffentlicht wurden. Sie waren Mitglieder der Lullaby for the Working Class. Criteria hat bisher zwei Alben veröffentlicht.

## Beteiligungen an Album
- Inside I (unbekannt)
- Fun Chick – We'd Rather be Flying (unbekannt)
- Fun Chicken – I'm Drinking Your Spinal Fluid (1994)
- Lullaby for the Working Class – Blanket Warm (1996)
- Cursive – Such Blinding Stars for Starving Eyes (1997), Crank! Records
- Cursive – The Storms of Early Summer: Semantics of Song (1998), Saddle Creek Records
- The Faint – Media (1998), Saddle Creek Records
- The Faint – Blank-Wave Arcade (1999), Saddle Creek Records
- Lullaby for the Working Class – Song (1999), Bar None Records
- Bright Eyes – Fevers and Mirrors (2000), Saddle Creek Records
- Cursive – Domestica (2000), Saddle Creek Records
- Bright Eyes – Every Day and Every Night (2000), Saddle Creek Records
- The Good Life – Novena on a Nocturn (2000), Better Looking Records
- The Faint – Danse Macabre (2001), Saddle Creek Records
- Criteria – En Garde (2003), Initial Records
- Cursive – The Ugly Organ (2003), Saddle Creek Records
- Beep Beep – Business Casual (2004), Saddle Creek Records
- Son, Ambulance – Key (2004), Saddle Creek Records
- Tilly and the Wall – Wild Like Children (2004), Team Love Records
- Criteria – When We Break (2005), Saddle Creek Records
- An Iris Pattern – A Museum is Silent Suffering
- Capgun Coup – Brought To You By Nebraskafish (2007), Team Love Records
- Son, Ambulance – Someone Else's Déjà Vu (2008), Saddle Creek Records